# Haslev
Haslev är en tätort och kommunhuvudort i Faxe kommun i regionen Själland i Danmark, med 11 748 invånare (2018). Orten var tidigare huvudort i Haslev kommun.
Haslev har en järnvägsstation på järnvägslinjen Lille Syd mellan Køge och Næstved.